# 행위자-관찰자 편향
행위자-관찰자 편향(Actor–observer bias)는 행위자가 자신의 행동을 귀인할 때와, 타인의 행동을 관찰자로서 귀인할 때에 차별적인 경향을 보이는 귀인오류를 말한다.

## 같이 보기
- 귀인 (심리학)
- 자기 고양적 편견